# Polo aquático no Campeonato Mundial de Esportes Aquáticos de 2009
Os eventos do polo aquático no Campeonato Mundial de Esportes Aquáticos de 2009 ocorreram entre 19 de julho e 1 de agosto no Foro Italico.

## Calendário
| Julho/Agosto  | 17 | 18 | 19 | 20 | 21 | 22 | 23 | 24 | 25 | 26 | 27 | 28 | 29 | 30 | 31 | 1 | 2 | T |
| ------------- | -- | -- | -- | -- | -- | -- | -- | -- | -- | -- | -- | -- | -- | -- | -- | - | - | - |
| Polo aquático |    |    |    |    |    |    |    |    |    |    |    |    |    |    | 1  | 1 |   | 2 |

## Eventos
| Etapa            | Masculino | Feminino |
| ---------------- | --------- | -------- |
| 1ª rodada        | 20/julho  | 19/julho |
| 2ª rodada        | 22/julho  | 21/julho |
| 3ª rodada        | 24/julho  | 23/julho |
| Oitavas-de-final | 26/julho  | 25/julho |
| Quartas-de-final | 28/julho  | 27/julho |
| Semifinal        | 30/julho  | 29/julho |
| Finais           | 1/agosto  | 31/julho |

## Quadro de medalhas
| Ordem | País           |   |   |   |   |
| 1     | Sérvia         | 1 |   |   | 1 |
| 1     | Estados Unidos | 1 |   |   | 1 |
| 3     | Espanha        |   | 1 |   | 1 |
| 3     | Canadá         |   | 1 |   | 1 |
| 5     | Rússia         |   |   | 1 | 1 |
| 5     | Croácia        |   |   | 1 | 1 |

## Medalhistas
Masculino
|  | SRB Sérvia |  | ESP Espanha |  | CRO Croácia |
|  | Slobodan Soro Marko Avramović Živko Gocić Vanja Udovičić Slavko Gak Duško Pijetlović Slobodan Nikić Milan Aleksić Nikola Rađen Filip Filipović Andrija Prlainović Stefan Mitrović Gojko Pijetlović |  | Iñaki Aguilar Mario José García David Martín Blai Mallarach Guillermo Molina Marc Minguell Iván Gallego Albert Español Xavier Vallès Felipe Perrone Iván Pérez Xavier García Daniel López |  | Ivo Brzica Damir Burić Miho Bošković Nikša Dobud Ivan Buljubašić Srđan Antonijević Frano Karač Andro Bušlje Sandro Sukno Samir Barać Igor Hinić Paulo Obradović Josip Pavić |

Feminino
|  | USA Estados Unidos |  | CAN Canadá |  | RUS Rússia |
|  | Elizabeth Armstrong Heather Petri Brittany Hayes Brenda Villa Lauren Wenger Tanya Gandy Kelly Rulon Jessica Steffens Elsie Windes Alison Gregorka Moriah van Norman Kami Craig Jaime Komer |  | Rachel Riddell Krystina Alogbo Katrina Monton Emily Csikos Joelle Bekhazi Whitney Genoway Rosanna Tomiuk Dominique Perreault Carmen Eggens Christine Robinson Tara Campbell Marina Radu Marissa Janssens |  | Evgeniya Protsenko Nadezhda Fedotova Ekaterina Prokofyeva Sofia Konukh Alena Vylegzhanina Natalia Ryzhova-Alenicheva Ekaterina Pantyulina Evgenia Soboleva Anna Timofeeva Olga Beliaeva Evgeniya Ivanova Yulia Gaufler Maria Kovtunovskaya |